# Ludvik Kozjaški
Ludvik Kozjaški  je bil zadnji moški predstavnik domnevno slovenskega viteškega rodu in je živel med letoma 1435 in 1476. Izvira iz enega od najstarejših rodov  vitezov na  Kranjskem. Ta rod se v pisnih virih pojavlja med letoma 1274 in nazadnje 1495. Svoj matični sedež je rod imel na Dolenjskem gradu Kozjak. Vrh so Kozjaški vitezi dosegli v 14. stoletju, kar se vidi iz njihove živahne aktivnosti v dokumentih iz tega časa. V drugi polovici 15. stoletja pa so ena od tragičnih družin, ki tudi zaradi vojne s Turki izumre. Kozjaški so bili najprej ministeriali Goriških grofov, nato Ortenburžanov, Celjskih grofov in nazadnje Habsburžanov.  V dokumentih se njihovo ime zapisuje kot Cozziakch ali Cozyach ; Valvasor pa je zapisal: Kosiackh.

## Življenje

### Družina
Iz dokumentov izhaja, da je imel Ludvik tri hčere: Apolonijo, poročeno z Ladislavom  Radovljiškim : Radovljica,  in Katarino, ki se je poročila (1495) z   Janezom Gradnerjem. Leta 1452  je Ludvik kupil gospostvo  in grad Trebnje, od Neže, hčerke Nikolaja  Kozjaškega in vdove po Pavlu Meltzerju, ki ga 1488 kupi metliški glavar Žiga Pyrsch. Marija tretja hči, ki je podedovala gospostvo Kozjak, pa se je poročila s Pankracem, sinom Jurija  (Jobsta) Sauer-ja in Kristine baronice Weltz.
Leta 1472 najdemo Ludvika kot kastelana  in oskrbnika na trdnjavi Mehovo  na Dolenjskem v službi Habsburžanov. Takrat so roparski vpadi Turkov na Štajersko, Kranjsko in Koroško dosegli vrhunec, in za obrambo je bil Ludvik imenovan  za kapitana Trsta (1464-1467) kasneje pa dežele Kranjske.

### Bitkas Turki priBrežicahobSavi24. avgusta 1475
Leta 1475 je Ludvika Kozjaškega doletela enaka usoda kot leto prej dva druga Kozjaška, ki sta padla v turško ujetništvo. Sredi 15. Stoletje je čas množičnih vpadov Turkov na Koroškem, Štajerskem in Kranjskem. Ko so Turki v avgustu že tretjič tistega leta pridrli iz Bosne in pustošili po Južni Štajerski, je bil na Štajerskem in Koroškem narejen hiter nabor pod vodstvom koroškega kapetana Jurija Schenka, ki je najprej uspel zaustaviti manjši turški oddelek, ki je prečkal Dravo. Nad 200 Turkov je bilo posekanih, ostale pa je potisnil do Save pri Brežicah, kjer so se Schenku pridružili Kranjci pod vodstvom Ludvika Kozjaškega.  Poveljstvo nad skupnimi silami  450  mož je prevzel Jurij Schenk .
Vendar se je nenadejano na polju pojavil Ahmed Paša z 2.000 dodatnimi jezdeci. 24. avgusta je prišlo do spopada med nasprotnikoma – Ahmed Pašo, ki se je želel maščevati za predhoden poraz in številčno daleč manjšimi enotami Jurija Schenka. Schenkove sile so pričele bežati pred deročimi 2000 Turki, in pobitih ali zadavljenih je bilo okoli 400, preostali pa so končali v ujetništvu.
Ludvik Kozjaški je bil zajet, kot tudi poveljnik Schenk. Posekani ali padli v ujetništvo so bili mnogi plemiči in vitezi iz Kranjske in Štajerske: padli so Krištof Radovljiški, Gašpar in Krištof Lamberg, Nikolaj Ravbar in Jurij Ravbar, Janez Gradenecker, en Mindorfer, dva Mordaxa. Ujetnike so odpeljali v Zrinjsko utrdbo, kjer so bili dve leti. Zanje so zahtvevali visoke odkupnine: za Jurija Schenka 4000 goldinarjev, Ludvika Kozjaškega 2000, Jurija iz Himmelberga 2000, Viljema Galla 1000, Martina Ditrichsteina 500, Ludvika Mordaxa 800, Andrej Hohenwarther 600.
Ludvika in Schenka so domači v enem letu odkupili. Tiste za katere pa niso uspeli hitro zbrati visoke odkupnine, pa so odpeljali v ujetništvo v Istanbul. Takšno usodo so doživeli Sigmund von Polheim, Andrej Gutensteiner, Matej Mindorfer in  Henrik Prüeschenck in v ječi tudi umrli.

### Zadnja leta
Ludvik je po osvoboditvi želel odkupiti tudi svojega velikega prijatelja Jurija iz Himmelberga. Zato se je z zbrano odkupnino odpravil v Dubrovnik, kjer je iskal posredništvo in zveze z notranjostjo Bosne. Operacija je trajala dve leti, ker so Turki zvišali odkupnino.  Vsekakor pa je Ludvik začel po osvoboditvi bolehati. V tej zvezi se je razvila ljudska zgodba, da so mu Turki dali počasi delujoč strup, ker so se ga hoteli rešiti, pa tudi denarno odkupnino so želeli. 
Ludvik je pred smrtjo bogato obdaril tudi Samostan Stična, kateremu je bil advokat, in sicer s podaritvijo šestih dvorov. Pokopan je bil v samostanski cerkvi. Nagrobnik je bil ob stranskih malih vratih iz cerkve na pokopališče, vendar je sedaj že zazidan in tudi napis ni bil več berljiv.

## Genealoško drevo
Ulrik Kozjaški,
v 1274 lastnik gospostva Kozjak
Otroci (Ulrika)
1. Ortholf, v 1329, lastnik na Kozjaku,
2. Matej (Matthäus, Mathey), v 1332
3. Oto (Öttl), v 1341

NN
1. Rutlieb, † 1384, daruje skupaj s Henrikom Gall-om za Št. Jakobsko kapelo v Ljubljani, oo Elsa von der Dörr (1. oo Nikolaj / Konrad III. Galenberški),
2. Adelheid, 1382 proda svojo vas Veliki Ločnik Turjaškim, oo Eberhard (von) Poudlogar (Podloger),
3. Elizabeta, 1. oo Nikolaj Golienz (Kolenz), 2. oo Henrik Gall von Gallenstein  z Lebeka
NN
1. Albert, od 1388 kastelan v Kostanjevici, oo Margareta von Katzenstein, † po 1418
sin  (Alberta)
Herman mlajši, kastelan v Samoboru, oo Neža Erkenštajnska, T. d. Herman v. E. in  NN.
2. Janez, od 1388/1406
otroci (Janeza)
1. Viljem, 1420-1430 župnik v Beli Cerkvi in naddiakon v Slovenski marki,
2. Jurij (Jörg), kastelan v Samoboru
NN
Ludvik, 1472 oskrbnik na Mehovem, zadnji moški potomec rodu, oo Elizabeta grofica Zrinjska,
otroci (Ludvika)
1. Apolonija, oo Ladislav Radovljiški (Radovljica),
2. Katarina, oo Janez Gradner, od 1495,
3. Marija, dedinja, oo Pankracij Sauer, sin Jurija (Jobst?) Sauer in Kristine baronice von Weltz. S to poroko preide gospostvo Kozjak in grb Kozjaških na družino Sauer.